# 基督升天 (摔角)

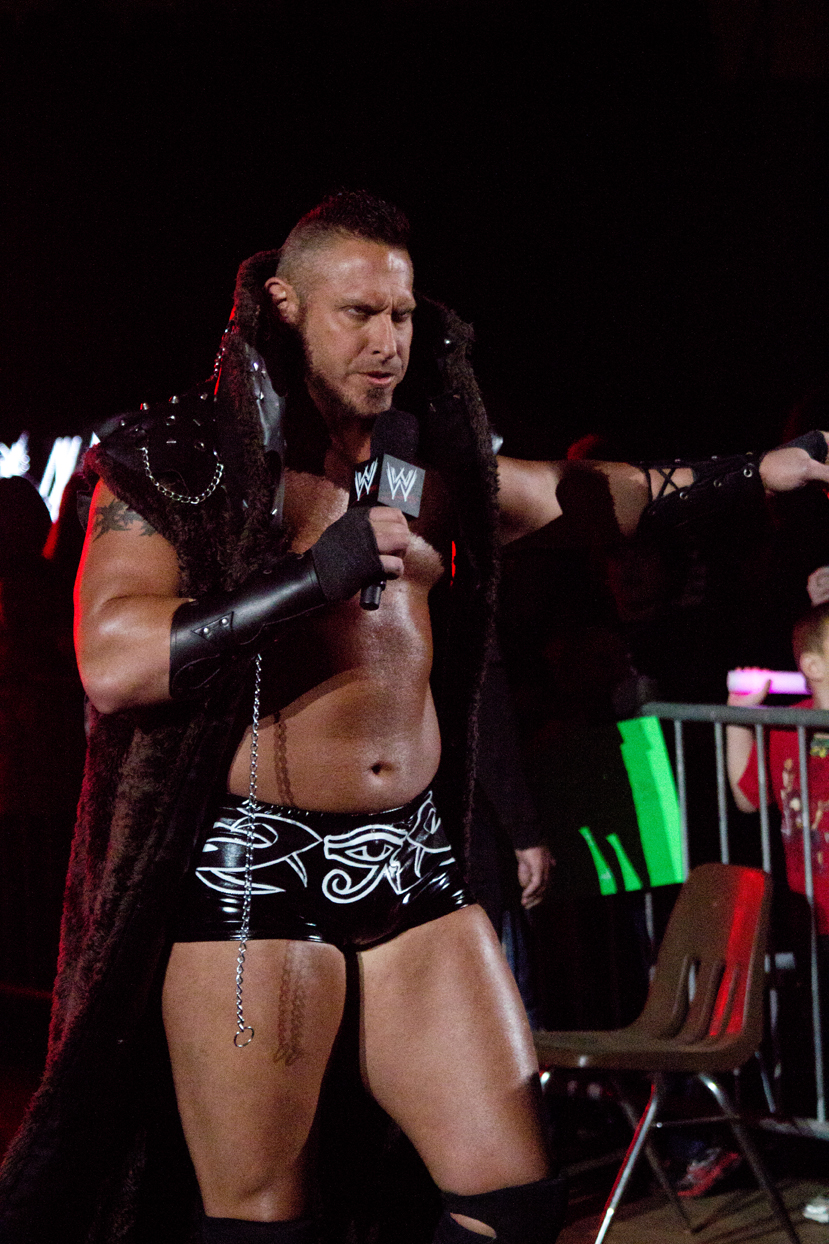
康納·歐布萊恩

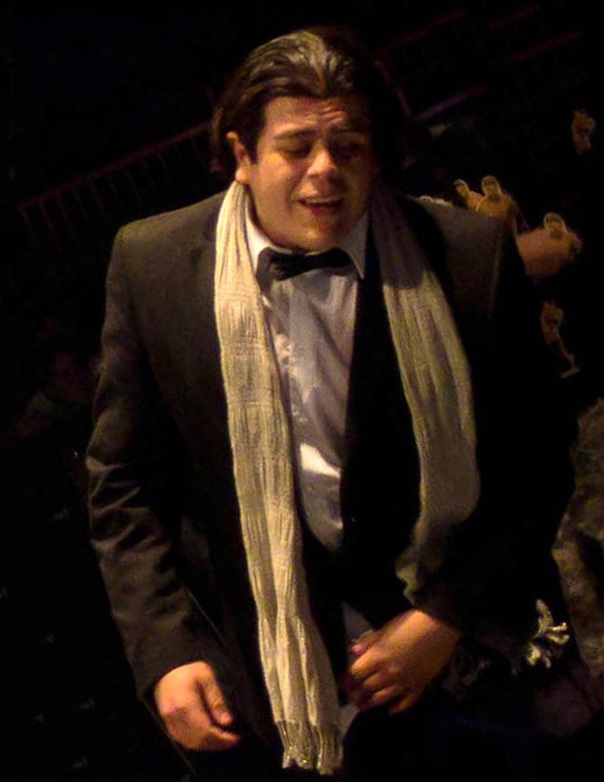
利卡多·羅德瑞格茲

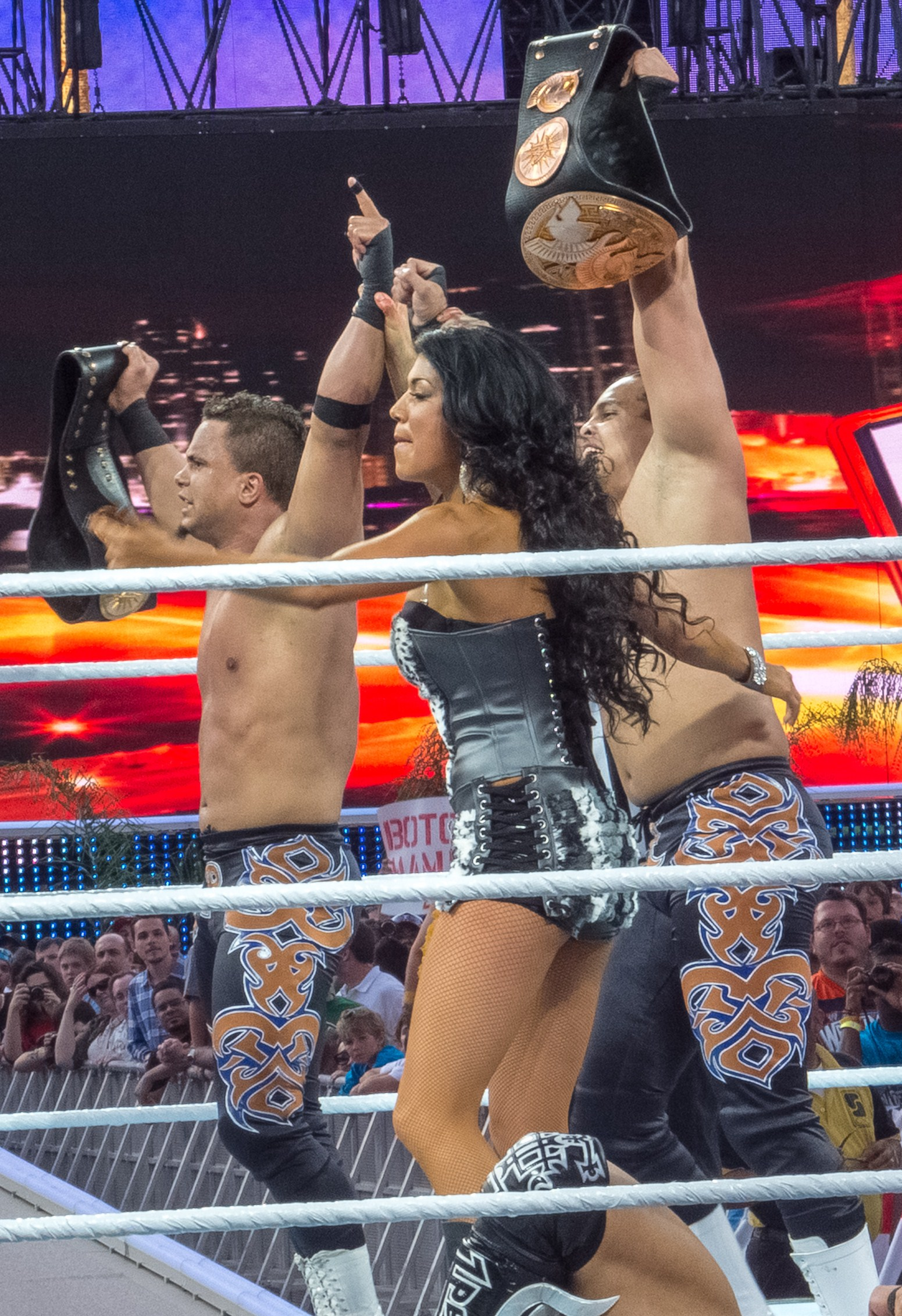
埃匹科（左一）

基督升天（英語：The Ascension），是一個職業摔角團隊，效力於世界娛樂摔角旗下，主要於WWE NXT節目中活躍。基督升天成立於2011年8月28日。
在基督升天的摔角事業中，基督升天曾是一次的NXT雙打冠軍（康納·歐布萊恩和瑞克·維克托一次）。